# Kaká (Fußballspieler, 1981)
Claudiano Bezerra da Silva, bekannt als Kaká (* 16. Mai 1981 in São José do Belmonte) ist ein ehemaliger brasilianischer Fußballspieler.

## Karriere

### Verein
Kaká spielte bis 2003 für União Bandeirante FC in Brasilien und wurde von diesem an andere Vereine ausgeliehen. 2006 ging er nach Europa und spielte zwei Jahre für die portugiesische Mannschaft Académica Coimbra. 2008 wechselte Kaká für 1,9 Mio. Euro zu Hertha BSC in die Bundesliga und unterschrieb dort einen Vertrag bis Ende Juni 2012. Am 17. August 2008 gab der 1,87 m große Abwehrspieler sein Bundesligadebüt gegen Eintracht Frankfurt. In der Saison 2008/09 hatte er zwölf Bundesligaeinsätze.
Nachdem er in der Hinrunde der Saison 2008/09 nur zu zwei Einsätzen gekommen war, wurde er in der Rückrunde 2009/10 an den zyprischen Erstligisten Omonia Nikosia ausgeliehen, mit dem er die Meisterschaft gewann. Im Juli 2010 kehrte er zur Hertha, die in die 2. Bundesliga abgestiegen war, zurück. Doch auch in der Hinrunde der Saison 2010/11 kam er nur zu einem Einsatz. In der europäischen Winterpause der Saison 2010/11 wechselte Kaká dann leihweise zu Sporting Braga und erreichte das Europa-League-Finale in Dublin.
Im Juli 2011 kehrte er nach Berlin zurück, wurde aber Ende August 2011 an APOEL Nikosia verkauft. Mit APOEL erreichte er überraschend das Viertelfinale der UEFA Champions League, wo man dann an Real Madrid scheiterte. Am Ende der Saison 2011/12 wurde er dann zum zweiten Mal zyprischer Meister.
Ende August 2012 unterschrieb er einen Vertrag beim ungarischen Erstligisten Videoton FC, wechselte dann im Januar 2013 leihweise zu Deportivo La Coruña und wurde dann zur Saison 2013/14 von dem spanischen Zweitligisten verpflichtet. Zur Rückrunde der Saison 2013/14 kehrte er zu APOEL Nikosia zurück. Von 2015 bis zu seinem Karriereende 2020 spielte er wieder bei unterklassigen Klubs in Portugal.

## Erfolge
Omonia Nikosia
- First Division (Zypern): 2009/10

APOEL Nikosia
- First Division (Zypern): 2011/12, 2013/14, 2014/15
- Zyprischer Fußballpokal: 2013/14, 2014/15